# Hypostomus niger
Hypostomus niger är en fiskart som först beskrevs av Marini, Nichols och La Monte, 1933.  Hypostomus niger ingår i släktet Hypostomus och familjen Loricariidae. Inga underarter finns listade i Catalogue of Life.